# Dorfordnung
Eine Dorfordnung (auch Dorfverfassung, Bauern-Verfassung, Bauernbrief/Bauerbrief, Bauerordnung, Burrecht oder Ähnliches) regelte vom frühen Mittelalter bis ins 19. Jahrhundert das Zusammenleben der Gemeindemitglieder in einem Dorf, die Rechte und Pflichten der Bauern und zumeist auch die der Einwohner ohne Ackerland in der Gewannflur (Seldner, Gärtner, Kötter, Häusler), soweit sie gemeindeberechtigt waren. Hausgenossen und Gesinde standen unter der Munt des Hausherrn.

## Hohenlohe
Ursprünglich lebte man in Hohenlohe nach mündlich überlieferten Geboten, die erst im ausgehenden Mittelalter, entsprechend der zunehmenden Schriftlichkeit, aufgezeichnet wurden. Die durch Zusammenwirken von Gemeinde und Herrschaft entstandenen hohenlohischen Dorfordnungen waren bis zur Mediatisierung 1806 gültiges Recht, nach dem im Dorfgericht geurteilt wurde. Von der Gemeinde wurden sie als Freiheitsbrief verstanden, als verbrieftes Recht.
In den Quellen sind neben dem Wort Dorfordnung auch die Bezeichnungen Gemeindebrief, Dorfrecht, Alte Gerechtigkeit oder ähnliche Begriffe gebräuchlich, oft synonym in derselben Ordnung. Sie wurden von der Gemeinde aufgestellt und von der Herrschaft nur bestätigt oder von der Herrschaft formuliert, fast immer im Einvernehmen mit der Gemeinde; es gibt keinen Hinweis darauf, dass eine Dorfordnung von der Obrigkeit zwangsweise oktroyiert wurde. Die Gemeinde konnte im Dorfbereich unter der Kontrolle des von der Herrschaft eingesetzten Schultheißen ihre Angelegenheiten weitgehend selbst gestalten. Sie besaß das Recht, in der Gemeindeversammlung für alle Einwohner (Pfarrer und herrschaftliche Beamte ausgenommen) verbindliche Satzungen aufzustellen und deren Einhaltung durch festgelegte Bußgelder zu erzwingen. Diese konnte sie nach eigenem Ermessen verwenden, meist in Gemeinschaft vertrinken.
Im Umfang sind Dorfordnungen sehr unterschiedlich. Sonst eigenständige Ordnungen, wie eine Waldordnung, Hirtenordnung, Weinschenkordnung und auch Ruggerichtsordnung wurden in die Dorfordnung aufgenommen. Manche sind undatiert überliefert, viele wurden überarbeitet; die ältere Fassung ist dann meist nicht erhalten. Vielfach bleiben sie über Jahrhunderte hinweg unverändert in Gebrauch, manchmal sogar bei einem Herrschaftswechsel. Die älteste aufgezeichnete hohenlohische Ordnung stammt aus dem Jahr 1492, ergänzt wurde sie 1497 und 1508 und 1597 noch einmal revidiert. Jede Dorfordnung besitzt einen individuellen Charakter. Im Laufe des 17. Jahrhunderts wurde die Selbstverwaltung durch herrschaftliche Ordnungen eingeschränkt.

## Oldenburg
→ Hauptartikel: Oldenburger Bauerbriefe
Für die Grafschaft Oldenburg, insbesondere die Wesermarsch sind zahlreiche Bauernbriefe überliefert. Sie sind Zeugnis der Kompetenz der Bauerschaften das Leben der Gemeinschaft in allen Alltagsbereichen zu regeln. Bisher sind 92 Urkunden für den Oldenburger Raum bekannt. Inhaltlich geht es in den Oldenburger Bauernbriefen vor allem um die Regelung des Wirtschaftslebens, also Weide, Heide, Pflugland und die Organisation von allen Bauerwerken, sowie die gemeinschaftlichen Arbeiten an Wegen, Dämmen, Deichen, Sielen und Entwässerungsgräben. Ziel der Verfassungen war die Regelung eines friedlichen Zusammenlebens. Die ersten Bauernbriefe tauchen 1580 auf, die letzten sind für 1789 überliefert. Im Jahr 1814 endete die Selbstverwaltung der Bauern im Gebiet Oldenburgs.

## Sachsen
Um 1300 war die bäuerliche Kolonisation des 12./13. Jahrhunderts in Sachsen abgeschlossen. Jeder Bauer (Hufner) erhielt eine ganze oder eine halbe Hufe in der neuen Siedlung; besitzlose bäuerliche Unterschichten gab es noch nicht. Grund- oder Dorfherrn setzten die Dorfordnung fest und gewährten eine weitgehende Selbstverwaltung zur Regelung des dörflichen Lebens. Eine geordnete Flurnutzung durch Ackerbau und Viehweide im Rahmen der Dreifelderwirtschaft und die ordentliche Nutzung der Allmende war Aufgabe der Gemeinde. Das im Dorfgericht angewandte Recht war dörfliches Gewohnheitsrecht; das wird in der Bezeichnung Dorfrügen deutlich: Rügen sind nicht nur „gerichtliche Anklagen“ oder „Anzeigen“, sondern auch Auskünfte über Rechtsgewohnheiten, die u. a. bei den Jahrgerichten von einzelnen Dorfgenossen in formelhafter Rede erteilt wurden.
Die mündlich tradierten Vorschriften wurden seit dem späten 15. Jahrhundert schriftlich festgehalten, so in der ältesten schriftlich bekannten Dorfordnung des sächsischen Dorfes Kötzschenbroda von 1497, deren Aufschreiber Thanneberg die „Marktgerechtigkeit“, den „freien Weinschank“, die „Freiheit, Handel und Gewerbe zu treiben“ und das Recht des „Holzlesens“ und des „Streuholens im Wald“ für die Nachwelt festhielt. Die Ordnungen waren auf die besonderen Verhältnisse eines Dorfes abgestimmt und bieten heute der Forschung eine gute Sicht auf das Rechts-, Sozial- und Wirtschaftsleben. Die auch Bauernrolle oder Bauernkodex genannten Vorschriftensammlungen der Dorfordnungen, in manchen Gegenden auch Dorfrügen genannt, wurden ein- bis viermal jährlich auf den Ruggerichtstagen öffentlich vorgelesen. Die Satzungen wurden im Laufe der Zeit immer wieder den sich ändernden Verhältnissen angepasst und neu durch die Dorfherrschaft bestätigt. Im Hoch- und Spätmittelalter gab es eine außerordentliche Vielfalt von Gerichtszuständigkeiten in persönlicher, örtlicher und sachlicher Hinsicht, die sich vom frühen 10. bis zum späten 15. Jahrhundert stark veränderten.
Die überkommene Zuständigkeit der Gemeinde war seit dem späten Mittelalter auf die Regelung der Flurnutzung und des dörflichen Lebens beschränkt, wozu auch die Fürsorge für Alte, Arme und Waisenkinder gehörte, sowie die Bestattung von Leichen, die Verwaltung von Gemeindegeldern und der Feuerschutz. Dafür erhielt sie ortspolizeiliche Aufgaben.
Als Folge der Bevölkerungszunahme und der nicht gestatteten Teilung der Güter entstanden in vielen Dörfern unterbäuerliche Schichten, mündige Bauernsöhne, Gärtner und Häusler beispielsweise, denen die Altgemeinde die Teilnahme an der Flurnutzung verwehrte. Bis zur Landgemeindeordnung von 1838, die die Dorfordnungen ablöste, blieben die Spannungen erhalten.

## Franken
In den Jahren 1312 und 1313 galt in Zellingen in Franken vorübergehend das Schweinfurter Stadtrecht, welches jedoch ungenutzt blieb. Um 1575 hatte Julius Echter von Mespelbrunn eine Dorfordnung für Zellingen erlassen. Eine während der 1573 begonnenen Regierungszeit des Fürstbischofs Julius Echter für die Dörfer Unterleinach und Oberleinach erlassene „Dorffsordnung“ war eine modifizierte Zellinger Dorfordnung.